# Sony Entertainment Television (España)
Sony Entertainment Television o Sony TV fue un canal de televisión por suscripción español de origen estadounidense, filial del canal internacional Sony Entertainment Television que gestiona Sony Pictures Entertainment.
El canal comenzó sus emisiones el 12 de junio de 2006 a través de la televisión digital terrestre bajo el nombre "Sony Entertainment Television en Veo" ("Sony TV en Veo") al compartir frecuencia con Veo Televisión, propiedad de Unidad Editorial. Posteriormente se sumó a otras plataformas de pago como Canal+, o Movistar TV, donde continuó emitiendo hasta el cese definitivo de sus emisiones.
El 1 de mayo de 2010 cesó sus emisiones en abierto a través de la TDT dejando su frecuencia a AXN como canal perteneciente a la TDT de pago. Finalmente, tras 4 años, la señal de AXN en la TDT de pago dejó de estar disponible el 30 de abril de 2014, aunque continuó su emisión en operadores de satélite, cable e IPTV. Finalmente, Sony TV cesó sus emisiones definitivamente el 7 de mayo de 2012 dando paso a AXN White, que mantuvo parte de su programación.

## Historia
El 12 de junio de 2006 Sony TV inició sus emisiones en pruebas 12 horas diarias con programación basada en series de ficción y películas de cine. En la madrugada del 27 de agosto al 28 se emitió la 58.ª edición de los Emmy por primera vez en la TDT, disponible doblado al castellano o en audio original, a la vez que se emitía en AXN.
El 18 de septiembre comenzaron a transmitir las 24 horas del día. Una de las ideas del canal era servir como complemento directo de AXN y viceversa. Las novedades de la nueva temporada fueron las series No con mis hijas, Un chapuzas en casa, Kevin Hill, De repente Susan, Línea de fuego, Veritas, Fenómenos, y por primera vez en el canal un reality ganador de varios Emmy, El Gran Reto.
En 17 de marzo de 2007 la cadena anunció la emisión de la primera temporada de la serie Mujeres Desesperadas, y a partir del 14 de abril, Lost (Perdidos), ambas por primera vez en la relación de aspecto 16:9. El 14 de agosto de 2009, Sony Pictures anunció un acuerdo con Dahlia para la comercialización del canal AXN como canal TDT por suscripción, a la espera de que Grupo Antena 3 y/o Mediaset España lanzaran sus plataformas de pago en TDT.
Finalmente, el 1 de mayo de 2010 cesó sus emisiones en abierto para dar paso a AXN, canal que emite a través de la TDT de pago de la mano de Mediapro. Sin embargo, Sony TV siguió emitiéndose como un canal por suscripción desde el 30 de octubre del mismo año. El 30 de junio de 2011, el operador de cable ONO incorporó Sony TV en el dial 41, dentro del paquete Extra de su televisión. 
El 16 de abril de 2012 se anunció la sustitución del canal Sony TV por AXN White, reemplazado el 7 de mayo de 2012.La última serie que emitió fue Mike & Molly.

## Programación emitida

### Programas emitidos
- Insert Coin, programa de videojuegos presentado por Estela Giménez e inicialmente por Berta Collado.
- Hollywood Boulevard, presentado por Vanesa Rubio e inicialmente por Ainhoa Arbizu.

### Series emitidas
- Ahora o nunca
- Becker[10]
- Bob Patterson de Jason Alexander
- Cashmere Mafia[10]
- Cazatesoros[10]
- Community[10]
- De repente Susan
- De vuelta al nido
- Descubriendo a Nina
- Diagnóstico asesinato
- Divina de la Muerte[10]
- Doctoras de Filadelfia
- Doc
- Ed[10]
- Edición Anterior
- El secreto de Verónica[11]
- Enfermera Hawthorne
- Fenómenos[10]
- Frasier[10]
- Jóvenes abogados
- Kevin Hill[10]
- Kim, casi perfecta[10]
- La clave Da Vinci
- La cruda realidad
- La familia Salvaje
- La Juez Amy[11]
- La Niñera
- Las chorradas de mi padre
- Las hermanas McLeod[11]
- Lejos de todo
- Leyes de familia
- Listen Up! de Michael Richards
- Los Caraduras[10]
- Los increíbles Powell[10]
- Matrimonio con hijos
- Medium
- Mike & Molly
- Mr. Sunshine
- Mujeres desesperadas[12]
- No con mis hijas
- Pequeñas mentirosas[10]
- Perdidos[11]
- Providence
- Seinfeld
- Sue Thomas, el ojo del FBI
- The Michael Richards Show de Michael Richards
- Un chapuzas en casa
- Una familia feliz
- V.I.P.
- Veronica Mars[13]
- Watching Ellie de Julia Louis-Dreyfus
- Will y Grace[10]
- Zoe, factor sorpresa[10]

### Concursos emitidos
- El Gran Reto
- 26.2: desafío en Nueva York
- Brazil's Next Top Model

### Juveniles
- Al Otro Lado
- Detective Conan
- Floricienta
- Isa TKM
- Locos dieciséis
- Romeo y Julieta (telenovela)